# Edgewater (Nova Jersey)
Edgewater és una població dels Estats Units a l'estat de Nova Jersey. Segons el cens del 2008 tenia 9.635 habitants.

## Demografia
Segons el cens del 2000, Edgewater tenia 7.677 habitants, 3.836 habitatges, i 1.971 famílies. La densitat de població era de 3.487,2 habitants/km².
Dels 3.836 habitatges en un 20% hi vivien nens de menys de 18 anys, en un 40% hi vivien parelles casades, en un 8,4% dones solteres, i en un 48,6% no eren unitats familiars. En el 39,1% dels habitatges hi vivien persones soles el 6,3% de les quals corresponia a persones de 65 anys o més que vivien soles. El nombre mitjà de persones vivint en cada habitatge era de 2 i el nombre mitjà de persones que vivien en cada família era de 2,7.
Per edats la població es repartia de la següent manera: un 15,4% tenia menys de 18 anys, un 5,3% entre 18 i 24, un 46,7% entre 25 i 44, un 23,6% de 45 a 60 i un 8,9% 65 anys o més.
L'edat mediana era de 36 anys. Per cada 100 dones de 18 o més anys hi havia 92,9 homes.
La renda mediana per habitatge era de 63.455 dòlars i la renda mediana per família de 72.692 dòlars. Els homes tenien una renda mediana de 50.795 dòlars mentre que les dones 49.238 dòlars. La renda per capita de la població era de 42.650 dòlars. Aproximadament el 6,2% de les famílies i el 8,6% de la població estaven per sota del llindar de pobresa.

## Poblacions més properes
El següent diagrama mostra les poblacions més properes.